# Martina Weber (Basketballspielerin)
Martina Weber (* 8. Juni 1982 in Trier) ist eine deutsche Basketballnationalspielerin.
Die 1,96 m große, in Schleid aufgewachsene Center-Spielerin steht seit 2007 bei New York Liberty in der US-amerikanischen Profi-Liga WNBA unter Vertrag. Seit Oktober 2007 steht sie außerdem bei BC Moskau unter Vertrag und spielt in der russischen Superliga und im Europapokal.
Martina Weber war Spielerin der deutschen Nationalmannschaft bei der Europameisterschaft 2007 in Chieti (Italien).

## Stationen
- TV Bitburg
- Post SV Trier
- DJK Aschaffenburg
- BTV Wuppertal
- BG Bonn
- BG Dorsten
- Iona College (New York)
- New York Liberty
- BC Moskau